# Meia-Noite (filme)
Midnight (bra/prt: Meia-Noite) é um filme estadunidense de 1939, do gênero comédia romântica maluca, dirigido por Mitchell Leisen, estrelado por Claudette Colbert e Don Ameche, e coestrelado por John Barrymore, Francis Lederer e Mary Astor. O roteiro, baseado em uma história de Edwin Justus Mayer e Franz Schulz, foi escrito por Charles Brackett e Billy Wilder, em sua primeira colaboração com o diretor.
A trama retrata a história de uma dançarina estadunidense desempregada, perdida em Paris, que é manipulada por um milionário para terminar o caso da esposa dele com outro homem.
Em 2013, "Midnight" foi selecionado para preservação no National Film Registry, seleção filmográfica da Biblioteca do Congresso dos Estados Unidos, como sendo "culturalmente, historicamente ou esteticamente significativo". O filme foi refilmado como "Masquerade in Mexico" (1945), também dirigido por Leisen, e estrelado por Dorothy Lamour e Arturo de Córdova. A adaptação, no entanto, não foi bem recebida – com seu roteiro e resultado considerado inferiores.

## Sinopse
Eve Peabody (Claudette Colbert), uma dançarina estadunidense desempregada, chega a Paris numa noite chuvosa. Em busca de emprego, pega o táxi de Tibor Czerny (Don Ameche), um húngaro, que a leva de clube noturno em clube noturno. Quando o taxista se apaixona por ela, Eve o abandona e acaba em uma festa da alta sociedade, onde se apresenta como a Baronesa Czerny. Impressionado, o milionário Georges Flammarion (John Barrymore) propõe a ela um lugar cobiçado entre as socialites, mas apenas se ela conseguir seduzir Jacques Picot (Francis Lederer), amante de Hélène Flammarion (Mary Astor), sua esposa. Ainda sob a identidade falsa, Eve se hospeda no palacete dos Flammarion, onde deve passar o fim de semana e cumprir sua parte no acordo. No entanto, Tibor, que ainda não desistiu dela, descobre seu paradeiro e se apresenta como o Barão Czerny. A partir daí, problemas começam a surgir.

## Elenco

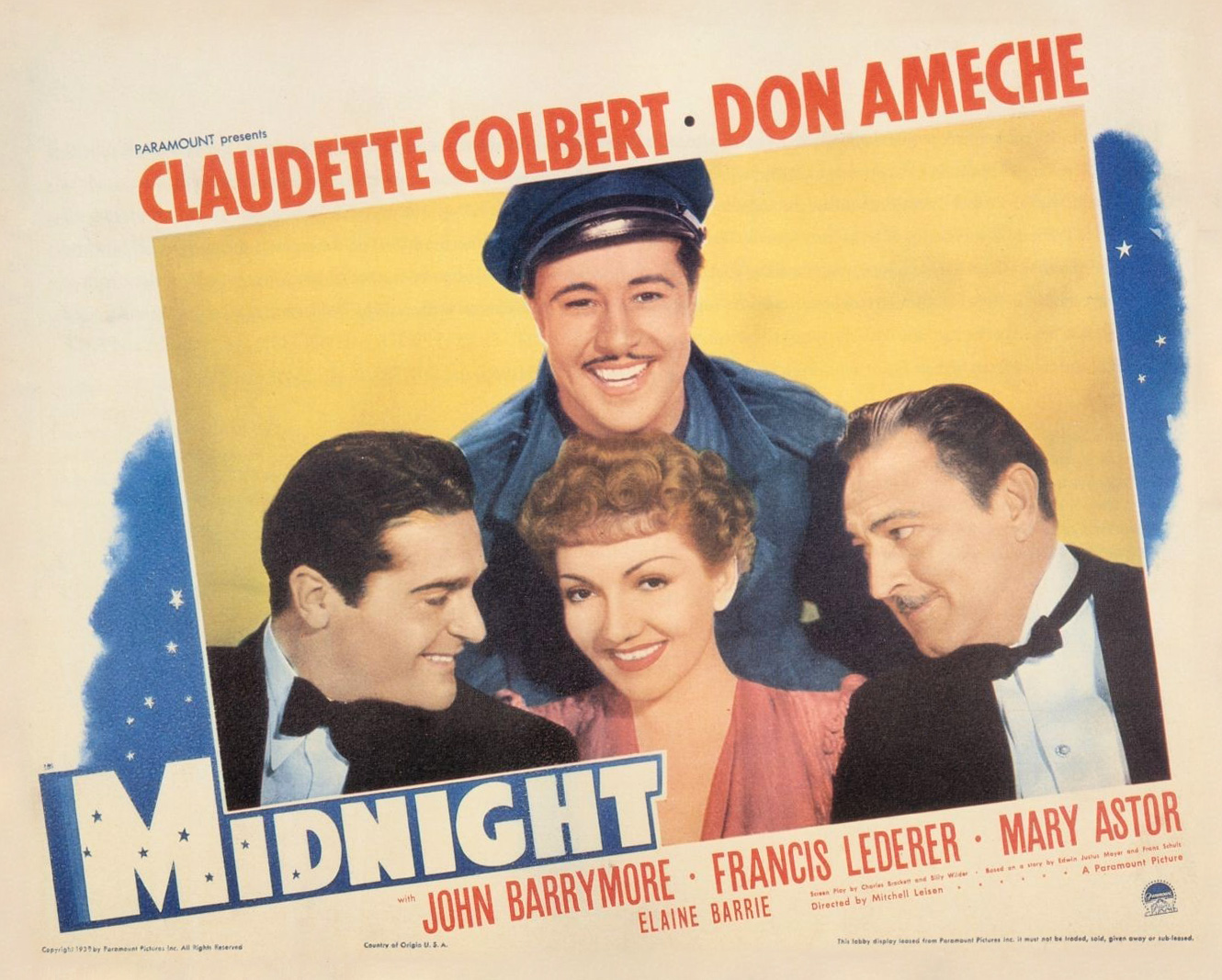
Lobby card do filme.

- Claudette Colbert como Eve Peabody / Baronesa Czerny
- Don Ameche como Tibor Czerny / Barão Czerny
- John Barrymore como Georges Flammarion
- Francis Lederer como Jacques Picot
- Mary Astor como Hélène Flammarion
- Elaine Barrie como Simone
- Hedda Hopper como Stephanie
- Rex O'Malley como Marcel Renaud
- Monty Woolley como Juiz
- Armand Kaliz como Lebon

## Produção
De acordo com uma introdução da Turner Classic Movies feita por Robert Osborne, o papel que eventualmente foi para Claudette Colbert estava inicialmente destinado a Barbara Stanwyck, mas problemas de agenda a impediram de aceitá-lo. Osborne também afirmou que Billy Wilder estava insatisfeito com as alterações no roteiro feitas pelo diretor Mitchell Leisen, o que o motivou a se tornar um diretor para ter mais controle criativo em seus trabalhos futuros.

## Recepção
"Midnight" é considerado o melhor filme de Mitchell Leisen. Segundo o crítico e historiador de cinema Ken Wlaschin, este é um dos dez melhores filmes de Claudette Colbert e John Barrymore.

## Homenagens
O filme foi reconhecido pelo Instituto Americano de Cinema nas seguintes listas:
- 2000: 100 Anos...100 Gargalhadas – Indicado[13]
- 2002: 100 Anos...100 Paixões – Indicado[14]

## Mídia doméstica
Uma fita de vídeo VHS foi lançada em 28 de março de 1995; e um DVD para a Região 1 foi lançado em 22 de abril de 2008.

## Refilmagens
O filme foi refilmado como "Masquerade in Mexico" (1945), também dirigido por Leisen, e estrelado por Dorothy Lamour e Arturo de Córdova.
Em 2007, a Universal Studios anunciou planos para produzir uma refilmagem de "Midnight" em 2010, com Michael Arndt escalado para escrever o roteiro e Reese Witherspoon para estrelar o filme. A Universal atualmente detém os direitos da versão original. No entanto, a ideia não saiu do papel e o filme não chegou a entrar em produção.